# Storflotjärnen (Bräcke socken, Jämtland)
Storflotjärnen är en sjö i Bräcke kommun i Jämtland och ingår i Ljungans huvudavrinningsområde. Sjön har en area på 0,0538 kvadratkilometer och ligger 342,7 meter över havet.

## Delavrinningsområde
Storflotjärnen ingår i det delavrinningsområde (695839-150495) som SMHI kallar för Ovan Räggån. Medelhöjden är 403 meter över havet och ytan är 18,84 kvadratkilometer. Räknas de 7 avrinningsområdena uppströms in blir den ackumulerade arean 41,68 kvadratkilometer. Ovån som avvattnar avrinningsområdet har biflödesordning 4, vilket innebär att vattnet flödar genom totalt 4 vattendrag innan det når havet efter 170 kilometer. Avrinningsområdet består mestadels av skog (89 procent). Avrinningsområdet har 0,19 kvadratkilometer vattenytor vilket ger det en sjöprocent på 1 procent.